# Zé Lucas
José Lucas Gomes da Silva (Vitória de Santo Antão, Pernambuco, 23 de marzo de 2008), conocido como Zé Lucas, es un futbolista brasileño. Juega de mediocampista defensivo y su equipo actual es el Sport Club do Recife de la Serie A de Brasil.

## Trayectoria
A sus 8 años se incorporó al Sport Club do Recife, se destacó en fútbol y fútbol sala en las diferentes categorías.
Fue ascendido al primer equipo en 2025 por César Lucena y debutó como profesional el 11 de enero, fue titular para enfrentar a Afogados por el Campeonato Pernambucano y empataron 1-1. Disputó su primer encuentro oficial con 16 años, en un combinado de jugadores sub-20 que armó el entrenador. En pocos partidos demostró su nivel y por su potencial le firmaron una renovación de contrato a comienzos de febrero, hasta 2028, con una cláusula de rescisión de 50 millones de euros para equipos extranjeros.
En junio de 2025 trascendió el interés del Barcelona por su fichaje.

## Selección nacional
Ha sido parte de la selección de Brasil en la categoría juvenil sub-17.
El 10 de febrero de 2025 fue convocado por primera vez a la selección, en la categoría sub-17, para jugar amistosos en Ecuador contra la selección local. Debutó con la Canarinha el 24 de febrero, fue titular y derrotaron 2-1 a su par ecuatoriano. Días después jugaron la revancha, volvió a tener minutos pero fueron vencidos por la mínima.
Posteriormente fue confirmado para jugar el Campeonato Sudamericano Sub-17 por el entrenador Dudu Patetuci. Estuvo presente en 5 partidos, fue capitán del equipo, clasificaron a la Copa Mundial y derrotaron al local Colombia en la final, por lo que se coronaron campeones del certamen.
Volvió a ser convocado de cara a la preparación del Mundial. En junio disputó 2 amistosos contra México, en el primer encuentro un error suyo significó gol del rival y perdieron por la mínima, en la revancha convirtió un gol desde fuera del área, ganaron 5-0.

## Estadísticas

### Clubes
Actualizado al último partido disputado el 1 de junio de 2025.
| Club                  | Div.          | Temporada     | Liga  | Liga  | Liga   | Estatal | Estatal | Estatal | Copas nacionales | Copas nacionales | Copas nacionales | Copas internacionales | Copas internacionales | Copas internacionales | Total | Total | Total  |
| Club                  | Div.          | Temporada     | Part. | Goles | Asist. | Part.   | Goles   | Asist.  | Part.            | Goles            | Asist.           | Part.                 | Goles                 | Asist.                | Part. | Goles | Asist. |
| --------------------- | ------------- | ------------- | ----- | ----- | ------ | ------- | ------- | ------- | ---------------- | ---------------- | ---------------- | --------------------- | --------------------- | --------------------- | ----- | ----- | ------ |
| S. C. Recife · Brasil | 1.ª           | 2025          | 8     | 0     | 0      | 9       | 0       | 0       | -                | -                | -                | -                     | -                     | -                     | 17    | 0     | 0      |
| S. C. Recife · Brasil | Total club    | Total club    | 8     | 0     | 0      | 9       | 0       | 0       | 0                | 0                | 0                | 0                     | 0                     | 0                     | 17    | 0     | 0      |
| Total carrera         | Total carrera | Total carrera | 8     | 0     | 0      | 9       | 0       | 0       | 0                | 0                | 0                | 0                     | 0                     | 0                     | 17    | 0     | 0      |
| 1.                    |               |               |       |       |        |         |         |         |                  |                  |                  |                       |                       |                       |       |       |        |

### Selección
Actualizado al último partido disputado el 27 de junio de 2025.
| Selección         | Temporada         | Continental | Continental | Continental | Mundial | Mundial | Mundial | Amistosos | Amistosos | Amistosos | Total | Total | Total  |
| Selección         | Temporada         | Part.       | Goles       | Asist.      | Part.   | Goles   | Asist.  | Part.     | Goles     | Asist.    | Part. | Goles | Asist. |
| ----------------- | ----------------- | ----------- | ----------- | ----------- | ------- | ------- | ------- | --------- | --------- | --------- | ----- | ----- | ------ |
| Sub-17 · Brasil   | 2025              | 5           | 0           | 0           | -       | -       | -       | 4         | 1         | 0         | 9     | 1     | 0      |
| Sub-17 · Brasil   | Total sel.        | 5           | 0           | 0           | 0       | 0       | 0       | 4         | 1         | 0         | 9     | 1     | 0      |
| Total selecciones | Total selecciones | 5           | 0           | 0           | 0       | 0       | 0       | 4         | 1         | 0         | 9     | 1     | 0      |
| 1.                |                   |             |             |             |         |         |         |           |           |           |       |       |        |

## Palmarés

### Títulos internacionales
| Título                         | Equipo              | Sede     | Año  |
| ------------------------------ | ------------------- | -------- | ---- |
| Campeonato Sudamericano Sub-17 | Selección de Brasil | Colombia | 2025 |

### Títulos regionales
| Título                  | Equipo       | País   | Año  |
| ----------------------- | ------------ | ------ | ---- |
| Campeonato Pernambucano | S. C. Recife | Brasil | 2025 |